# Светочувствительность
Светочувстви́тельность — способность вещества изменять свои химические или физические свойства под действием света (электромагнитного излучения в диапазоне, видимом человеческим глазом), за исключением теплового воздействия.
- В некоторых случаях (например, в технической фотографии) термин светочувствительность используется по отношению к лучам инфракрасного или ультрафиолетового диапазонов электромагнитного излучения.

## Физика процессов
В основе светочувствительности лежит ионизация атомов диэлектриков из-за потери внешних (валентных) электронов в результате поглощения последними энергии света. Другие атомы получают потерянные таким образом электроны, получая заряд противоположного знака. При электризации материал получает электрический заряд, который может:
- изменить физические свойства материала (например, проводимость);
- аккумулироваться или сниматься физической системой;
- вызвать химическую реакцию (обычно — реакцию распада).

В некоторых атомах поглощение электронами энергии света (и другого электромагнитного излучения) не приводит к электризации, но вызывает их перемещение на более высокие атомные орбитали. Но такое состояние атома является нестойким, и электроны имеют тенденцию к возвращению на прежние орбитали с выделением энергии в виде электромагнитного излучения определённой длины волны. Этот эффект используется в лазерах.

## Применение
Светочувствительность веществ и материалов широко используется в природе и технике.
- Благодаря светочувствительности хлорофилла и других подобных пигментов внутри клетки растения возникает цепочка химических реакций, известная как фотосинтез, в результате которой получается глюкоза (или крахмал) и кислород.
- Светочувствительность родопсина и родственных ему белков приводит к их обратимому распаду и возникновению электрического потенциала на нервном окончании сетчатки глаза и других светочувствительных органов |животных и человека, обеспечивая зрение.
- Материалы, называемые фоторезистами, меняют способность растворяться определёнными растворителями, будучи облучёнными светом. Это используется в производстве печатных плат, микросхем.
- В фотоэлементах заряд, возникший в результате электризации материала, снимается в виде электрического тока.
- Светочувствительные соединения, используемые в фотоматериалах под действием света изменяют свою внутреннюю структуру, образуя скрытое изображение. При последующем проявлении это приводит к образованию изображения, состоящего из металлического серебра или красителей.

В галогеносеребряных фотоэмульсиях электризация оптического сенсибилизатора вызывает химическую реакцию восстановления металлического серебра из его галогеновых солей.
- При облучении светом заряженной селеновой пластины (барабана) облучённые участки теряют заряд, а заряженные участки электростатически притягивают красящий порошок (тонер), который затем переносится на бумагу и закрепляется в светокопировальных аппаратах (т. н. «ксероксах»).
- Полупроводники меняют на свету свои свойства, что позволяет делать на их базе всевозможные светорегистрирующие устройства — от одиночных фото-резисторов, диодов, транзисторов (и оптопарных элементов) до однокристальных фотосенсоров теле- и фотокамер, содержащих миллионы светочувствительных элементов. Определение светочувствительности таких устройств основывается на измерении фотоэффекта, однако в цифровой фотографии применяются единицы светочувствительности, позаимствованные из плёночной сенситометрии.

Другие устройства для записи изображения, основанные на этих принципах (например, видеокамеры), используют другие единицы чувствительности, отражающие номинальную освещённость объекта съёмки при определённом значении относительного отверстия объектива. Светочувствительность узкоспециализированных видеоустройств часто измеряется в отношении выходного напряжения матрицы к полученной ей экспозиции. При этом оговаривается длина волны излучения, чаще всего 550 нанометров, соответствующая максимуму чувствительности зрения.